# 居家令
居家令是指政府当局发出的一项命令，该命令讓居民除了基本工作之外必須留在家中。在一些地方實施居家令後，當局要求居民如果要外出必須携带隨身證明。 它是一种大规模隔離檢疫和限制人口流动措施，政府試圖通過居家令来抑制或减轻流行病或瘟疫的發展。例如为应对2019冠状病毒病疫情，全球許多地方实施了居家令、宵禁、隔離檢疫和类似的限制措施。居家令和隔離檢疫之间的区别在于，隔離檢疫通常被理解为只隔离被认为可能具有传染性的人，而不是一个地区的全部人口。 